# Секотина
Секотина, посекотина (лат. vulnus scissum, vulnus seccatum), је врста ране настала дејством оштрице (сечива) механичког оруђа (нож, поломљено стакло, делови стабла итд), која доводи растављања ткива. Због релативно мале дубине ране, бржег зарастања и мања могућност инфекције секотине су углавном мање опасне по здравље од убодине.
Најозбиљнија последицасекотине може бити одвајање уда или врата, јако (масивно) крварење, аспирација ваздуха (ваздушна емболија) или аспирација крви ако је посечен већи крвни суд (нпр на врату или подлактици код убистава или самоубистава).

## Механизам настанка
Секотина настаје дејством оштрице механичког оруђа на површину коже изазивајући растављање ткива. Основна карактеристика секотине су:
- Несразмера између велике дужине отвора и мале дубине простора ране.
- Код једноставне секотине, отвор је цртаст или чунаст.
- Ивице и стране секотине су равне и крвљу неподливене
- Углови ране су оштри.
- Простор ране може и да зјапи и то највише у централном делу, а мање према угловима, због ретракције пресеченог ткива.

Зависно од врсте и карактеристика сечива и јачине силе његовог дејства, разликују се и промене на телу које оно изазива:
Јачина замаха сечива
Код снажнијег замаха простор ране је дубљи, са повредом дубљих ткива, укључујући и кости, посебно у пределу лобање, чији садржај може бити повређен. Код снажног замаха ране су подложније инфекцији, а такве секотине мање крваре, због јачег гњечења ткива праћеног ослобађањем веће количине тромбопластина.
Стање сечива
Тупо и неравно сечиво (секира, мотика, кесер) дејствује оштрицом и тежином, ране су обимније и на прелазу су према раздеринама, ивице ране су нешто нагњечене и крвљу подливене, са повредом дубљих ткива, укључујући и кости, посебно у пределу лобање, чији садржај може бити повређен. 
Клинасто сечиво, ствара на површини коже отворе ране који зјапе, а зависно од интензитета силе зависи и њихова дубина.

### Порекло секотина
Према пореклу секотине се дела на: 
- задесне,
- самоубилачке,
- дефанзивне (у самоодбрани),
- самоповређивање и
- офанзивне (злонамерно повређивање).

### Врсте сечива и удараца
Тешка оруђа
У тешка оруђа која могу нанети секотину спадају:
- Секира, сатара, мачета, срп, коса
- Ашов, лопата, мотика.

- Нека од средстава којима се може нанети секотина
- Секира из гвозденог доба
- Кесер (тесла)
- Јатагани (сечива из средњег века)
- Срп

Ударац
Ударац може изазвати секотину ако на површину коже делује:
- Као управни притисак
- Као коси притисак

## Карктеристике секотине[3]
- Промене на телу код секотине настају дејством силе на уском простору, те су ивице и стране ране обично глатке равне и ненагњечене.
- Ако се ради о тупом или искрзаном сечиву ивице ране могу бити лако нагњечене.
- Облик отвора ране, зависи од правца деловања силе. Ако сечиво делује у правцу пружања еластичних влакана у кожи и у правцу пружања мишићних снопова и ако су они захваћени, ивице и стране ће се међусобно додиривати. Ако су еластична влакна попречно пресечена отвор ране биће растављених ивица.
- Дубина ране, је на почетку већа да би на другом крају била све плића са прелазом у цртасту огреботину.
- Углови отвора ране су засечени, са несразмерним односом између дугачког отвора ране и плитког простора.
- Како су сечива најчешће загађене секотине може да прати и појава инфекције, мада је она ређа, а зарастање ране је релативно брзо и праћено је правилним ожиљком.
- Повреде крвних судова, са обилним крварењем су честе код дубљих секотина, посебно на деловима тела са богатом мрежом крвних судова (врат, удови итд).
- Код дубљих секотина може доћи до оштећења лигамената, капсуле зглобова и других виталних органа (око, гркљан итд) што може имати за последицу поремећај функције појединих делова тела.[4]

### Посебне вресте секотина
Клање (секотина врата)
Секотина врата (лат. vulnus scissum colli, vulnus seccatum colli), је самоубилачка, убилачка или задесна секотина врата (врста ране) настала дејством оштрице (сечива) механичког оруђа-оружја (нож, жилет, поломљено стакло, итд), која доводи до растављања ткива врата, и најчешће завршава смртним исходом. Клања (секотине врата) имају посебан судско-медицински значај, и по пореклу могу бити; 
- самоубилачка,
- убилачка,
- задесног порекла (нпр. код косиоца при ношењу косе на рамену, или при паду на застакљене површине).[5]

Секотине на руци
Секотине на руци пружају се почев од палца према подлактици или дуж прстију. Према начину настанка могу бити: 
- самоубилачке,
- у самоодбрни код особа нападнутих сечивом,
- задесне у току рада оштрим предметима или при паду.[6]

Секотина са одвајањем делова тела
Секотина нанесена тешким оруђем (секира, сатара, мачета, лопата, мотика) може имати дубоке зјапећу ране са пресецањем дубоких структура, костију и могућим потпуним одвајањем делова тела.